# ماکسیم روسو
ماکسیم روسو (انگلیسی: Maxime Rousseau؛ زادهٔ ۱۹ اوت ۱۹۹۱) بازیکن فوتبال اهل فرانسه است.
از باشگاه‌هایی که در آن بازی کرده‌است می‌توان به باشگاه فوتبال آنژه اشاره کرد.